# Zouafques
Zouafques is een gemeente in het Franse departement Pas-de-Calais (regio Hauts-de-France) en telt 415 inwoners (1999). De plaats maakt deel uit van het arrondissement Sint-Omaars.
In een ver verleden had het dorp een Nederlandsklinkende naam; in de 12e eeuw werd Suaveke (Zwaveke) geschreven; de naam verwijst naar iemand van de Germaanse stam van de Zwaben.

## Geografie
De oppervlakte van Zouafques bedraagt 3,9 km², de bevolkingsdichtheid is 106,4 inwoners per km².
De onderstaande kaart toont de ligging van Zouafques met de belangrijkste infrastructuur en aangrenzende gemeenten.

## Demografie
Onderstaande figuur toont het verloop van het inwonertal (bron: INSEE-tellingen).